# Zajícové z Hazmburka
Zajícové z Hazmburka byli český šlechtický rod, jehož příslušníci zejména ve 14. a 15. století zastávali významné funkce. Byli větví rodu Buziců a jejich rodovým sídlem se ve 14. století stal hrad Hazmburk, podle kterého se začali označovat jako Zajícové z Hazmburka. Jan Zbyněk Zajíc z Hazmburka se na přelomu šestnáctého a sedmnáctého století velmi zadlužil, a přišel tak o většinu majetku. Jeho potomci žili na drobných statcích v Dolním Poohří až do roku 1663, kdy rod Zajíců vymřel po meči.

## Historie

### Nejstarší dějiny
Zajícové z Hazmburka odvozovali svůj původ z valdecké větve rozrodu Buziců. Spolehlivě doloženým předkem rodu byl Oldřich Zajíc zmiňovaný v letech 1242–1271, který založil hrad Žebrák. Jedním z jeho synů byl Oldřich II. († 1281), u jehož syna Oldřicha III. je poprvé doloženo použití přídomku ze Žebráka. Tento Oldřich zemřel v roce 1304 a zanechal po sobě syny Oldřicha IV. a Zbyňka. Oba se v písemných pramenech poprvé objevili v roce 1318, kdy připojili své podpisy na listinu, kterou Mikuláš II. Opavský potvrdil lenní přísahu českému králi. Někdy mezi léty 1322 a 1327 Oldřich IV. přenechal celý Žebrák Zbyňkovi. Ten však 21. ledna 1336 uzavřel smlouvu s králem Janem Lucemburským, kterou vyměnil Žebrák a jeho panství za Budyni nad Ohří s přilehlým městem a vesnicemi Žabovřesky, Břežany, Písty, Vrbka a Roudníček. Téhož roku získal také blízký hrad Klapý, který přejmenoval na Hazmburk a začal používat přídomek Zajíc z Hazmburka.

### Hazmburk

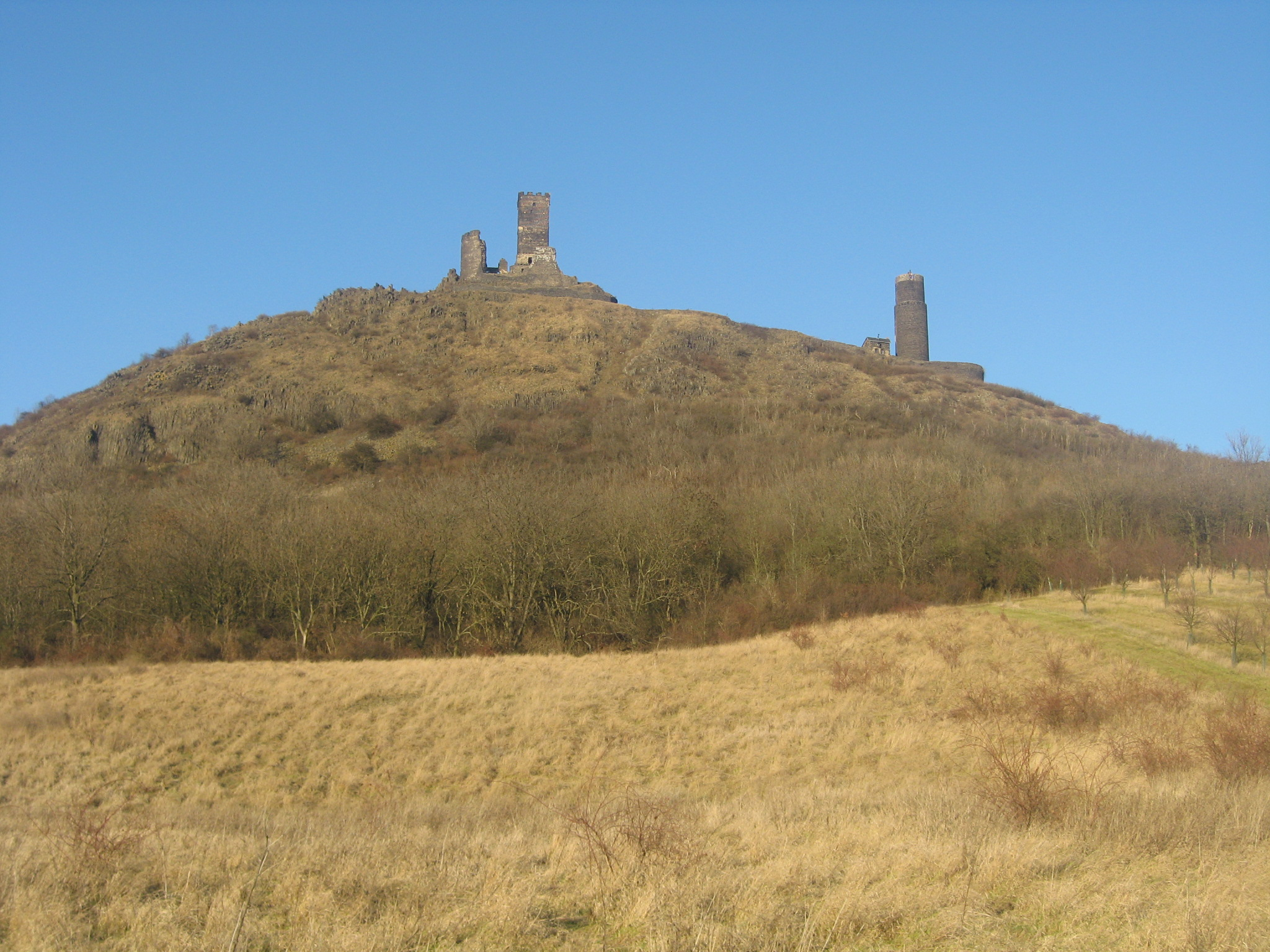
Zřícenina hradu Hazmburk

Zbyněk měl syny Viléma a Jana. Janův syn Mikuláš odešel do Budyně, kde založil budyňskou větev rodu.
Zbyňkův syn Vilém měl deset dětí, z toho šest synů (Mikuláš, Jan, Jaroslav, Vilém, Oldřich a Zbyněk).
První z Vilémových synů, Mikuláš († 8. října 1459) se stal v letech 1436 až 1451 za podporu krále Zikmunda proti husitům nejvyšším sudím. Společně s bratrem Janem († asi 1400) přesídlili do severovýchodních Čech, kde Zajíci drželi do roku 1497 významné hrady Kost, Návarov a později i Hrubou Skálu a Trosky. Proto se tento Mikuláš Zajíc nazývá Mikuláš Zajíc z Hazmburka a na Kosti.
Další syn Vilém (mladší, † 1441) byl velitelem hazmburské posádky na Pražském hradě. Vilémova a Mikulášova (jeho bratranec z Budyně) vojska byla oporou katolíků během husitských válek a krále Zikmunda. Vilém mladší měl syna Zbyňka († 1. července 1463), který byl nejvyšším sudím v letech 1458 až 1463. Ten byl umírněným katolíkem a vedl diplomatická jednání po boku krále Jiřího z Poděbrad Zbyněk vlastnil hrady Hazmburk, Budyni, Osek a Andělskou Horu.
Oldřich V. († 4. září 1415) byl blízký králi Václavu IV., kterého doprovázel na cestách.
Vilémův poslední syn Zbyněk († 28. září 1411) byl mezi lety 1403 až 1411 pražským arcibiskupem. Ostře vystupoval proti Janu Husovi. V době husitských válek stáli Zajícové na katolické straně.

### Budyně

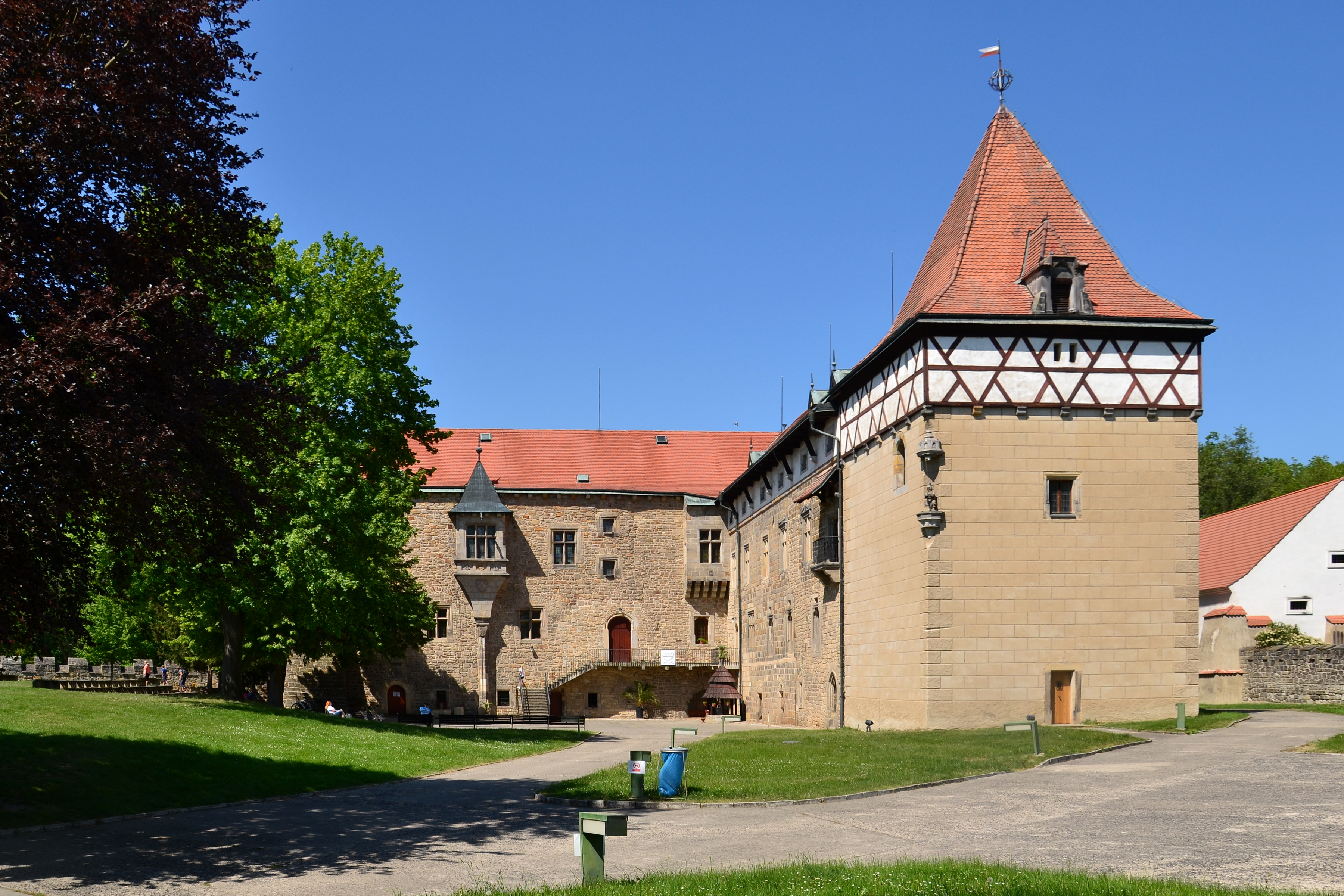
Hrad v Budyni nad Ohří

Mikulášův syn Jan (asi 1420 – 15. května 1495) přesídlil z hradu Hazmburk na renesančně přestavěný zámek v Budyni. Jan ostře vystupoval proti králi Jiřímu z Poděbrad. Byl dvorským sudím a roku 1469 byl po zvolení Matyáše Korvína českým králem za věrnost jmenován kancléřem Království českého. Jeho bratr Oldřich se stal nejvyšším sudím. Tehdy hrady Hazmburk a Budyně obklíčili syn krále Jiřího z Poděbrad Jindřich a Mikuláš Střela, aby Jana Zajíce zatkli. Jan uprchl do Lužice, ale byl královským vojskem pronásledován. Nicméně Jan ještě stihl odcestovat do Polska, aby získal pro krále Matyáše podporu krále Kazimíra IV.
Později Zajícové uznali českým králem Vladislava Jagellonského, ale i tak byli jeho odpůrci.
Jan Zajíc měl syna Mikuláše († 9. července 1496) a ten zase syna Jana IV. Tento Jan IV. se oženil s pravnučkou Jiřího z Poděbrad kněžnou Markétou Minstrberskou. Proslul vzdělaností a cestováním. Zemřel roku 1553.
Posledním vlastníkem hradu Hazmburk byl syn Jana IV., Kryštof (22. července 1530 – 22. února 1572), který jej roku 1558 prodal Lobkovicům.
Kryštofův synovec Jan Zbyněk (asi 1570–1616) se stal velmi známým díky podpoře alchymie, do které vložil veškeré své jmění. Rod tím velmi zchudl. Jan Zbyněk měl dvě dcery a pět synů, mezi nimi i posledního Hazmburka Jaroslava Maximiliana. Protože žádný ze synů Jaroslava Maximiliana (Mikuláše) Zajíce z Hazmburka svého otce nepřežil, rod Zajíců vymřel roku 1663 po meči.

## Příbuzenstvo
Spojili se s Šternberky, Smiřickými či Martinici.

## Erb
Od Buziců přejali kančí hlavu v erbu.